# Comté de Boulia
Le comté de Boulia est une zone d'administration locale dans l'ouest du Queensland en Australie.
Le comté comprend les villes de Boulia et Urandangi.